# Essam Šaraf
Essam Šaraf (* 1952 v Gíze v Egyptském království) je egyptský politik a bývalý premiér Egypta. Ve funkci nahradil 3. března 2011 Ahmada Šafíka, jako premiér působil do 7. prosince 2011.

## Život
Je absolventem Káhirské univerzity, kde získal bakalářský titul v roce 1975, a Purduovy univerzity, kde získal M.Sc. v roce 1980 a Ph.D. v roce 1984.